# Alberto Del Nero
Alberto Del Nero (Massa, 3 luglio 1918 – 12 dicembre 1986) è stato un politico italiano, sindaco di Massa dal 2 dicembre 1958 al 5 dicembre 1962.

## Biografia
Di professione dirigente pubblico, fu segretario generale della Provincia di Massa Carrara. Esponente della Democrazia Cristiana, fu sindaco di Massa dal 2 dicembre 1958 al 5 dicembre 1962.
In occasione delle elezioni politiche del 1968 venne eletto al Parlamento italiano, dove rimase parlamentare per quattro legislature: V, VI, VII e VIII. Fu anche nominato Sottosegretario di Stato del Ministero del lavoro e della previdenza sociale per il Governo Andreotti II dal 30 giugno 1972 al 7 luglio 1973, Governo Rumor IV dal 12 luglio 1973 al 14 marzo 1974, Governo Moro IV dal 28 novembre 1974 al 12 febbraio 1976 e il Governo Moro V dal 13 febbraio 1976 al 29 luglio 1976. Terminò il suo mandato parlamentare nel 1983.
Si spense a 68 anni, nel dicembre 1986.